# Алжирский трамвай
Алжирский трамвай (араб. ترامواي الجزائر العاصمة‎) — трамвайная система, частично запущенная в эксплуатацию 8 мая 2011 года в столице Алжира городе Алжире. Работающий участок имеет 13 станций и составляет 23,2 километров в длину. На момент запуска эксплуатировалось 12 трамваев Alstom Citadis 302, число которых, как ожидается, будет доведено до 41, планируемый пассажиропоток при этом увеличится с 15 000 до 150 000 — 185 000 пассажиров в день. 
К 2015 году длина сети составила 23,2 километра